# WTA Tour Championships 2006
La edición 2006 de la WTA Tour Championships tuvo lugar entre el 7 y el 12 de noviembre en Madrid, España.

## Jugadoras clasificadas

### Individuales
|  | Jugadora               | Puntos WTA Race |
|  | ---------------------- | --------------- |
|  | Justine Henin-Hardenne | 3473            |
|  | María Sharápova        | 3297            |
|  | Amélie Mauresmo        | 3022            |
|  | Svetlana Kuznetsova    | 2668            |
|  | Nadia Petrova          | 2166            |
|  | Kim Clijsters          | 1980            |
|  | Elena Dementieva       | 1944            |
|  | Martina Hingis         | 1926            |
|  | Patty Schnyder         | 1704            |
|  | Dinara Sáfina          | 1442            |

| Jugadoras clasificadas |
| Jugadoras suplentes    |

### Dobles
|  | Pareja                              |  | Puntos WTA Race |
|  | ----------------------------------- |  | --------------- |
|  | Lisa Raymond / Samantha Stosur      |  | 4120            |
|  | Zi Yan / Jie Zheng                  |  | 3022            |
|  | Cara Black / Rennae Stubbs          |  | 2459            |
|  | Kveta Peschke / Francesca Schiavone |  | 2116            |

| Parejas clasificadas |

## Torneo

### Individuales

#### Grupo amarillo
| Partidos                     |           |                              | Resultado        |
| ---------------------------- | --------- | ---------------------------- | ---------------- |
| Nadia Petrova (RUS)          | derrota a | Amélie Mauresmo (FRA)        | 6-2, 6-2         |
| Justine Henin-Hardenne (BEL) | derrota a | Martina Hingis (SWI)         | 6-2, 6-7(5), 6-1 |
| Martina Hingis (SWI)         | derrota a | Nadia Petrova (RUS)          | 6-4, 3-6, 6-3    |
| Justine Henin-Hardenne (BEL) | derrota a | Nadia Petrova (RUS)          | 6-4, 6-4         |
| Amélie Mauresmo (FRA)        | derrota a | Martina Hingis (SWI)         | 3-6, 6-1, 6-4    |
| Amélie Mauresmo (FRA)        | derrota a | Justine Henin-Hardenne (BEL) | 4-6, 7-6(3), 6-2 |

| #  | Ranking | Jugador                | Partidos G - P | Sets G - P |
| -- | ------- | ---------------------- | -------------- | ---------- |
| 1. | 3       | Justine Henin-Hardenne | 2 - 1          | 5 - 3      |
| 2. | 1       | Amélie Mauresmo        | 2 - 1          | 4 - 4      |
| 3. | 8       | Martina Hingis         | 1 - 2          | 4 - 5      |
| 4. | 5       | Nadia Petrova          | 1 - 2          | 3 - 4      |

#### Grupo rojo
| Partidos                  |           |                           | Resultado |
| ------------------------- | --------- | ------------------------- | --------- |
| María Sharápova (RUS)     | derrota a | Elena Dementieva (RUS)    | 6-1, 6-4  |
| Svetlana Kuznetsova (RUS) | derrota a | Elena Dementieva (RUS)    | 7-5, 6-3  |
| María Sharápova (RUS)     | derrota a | Kim Clijsters (BEL)       | 6-4, 6-4  |
| Kim Clijsters (BEL)       | derrota a | Svetlana Kuznetsova (RUS) | 6-1, 6-1  |
| María Sharápova (RUS)     | derrota a | Svetlana Kuznetsova (RUS) | 6-1, 6-4  |
| Kim Clijsters (BEL)       | derrota a | Elena Dementieva (RUS)    | 6-4, 6-0  |

| #  | Ranking | Jugador             | Partidos G - P | Sets G - P |
| -- | ------- | ------------------- | -------------- | ---------- |
| 1. | 2       | María Sharápova     | 3 - 0          | 6 - 0      |
| 2. | 6       | Kim Clijsters       | 2- 1           | 4 - 2      |
| 3. | 4       | Svetlana Kuznetsova | 1 - 2          | 2 - 4      |
| 4. | 7       | Elena Dementieva    | 0 - 3          | 0 - 6      |

#### Semifinales
| Justine Henin-Hardenne | derrota a | María Sharápova | 6-2, 7-6(5)   |
| Amélie Mauresmo        | derrota a | Kim Clijsters   | 6-2, 3-6, 6-3 |

#### Final
| Justine Henin-Hardenne | derrota a | Amélie Mauresmo | 6-4, 6-3 |

### Dobles

#### Semifinales
| Cara Black Rennae Stubbs     | derrotan a | Zi Yan Jie Zheng                  | 7-5, 2-6, 7-5 |
| Lisa Raymond Samantha Stosur | derrotan a | Kveta Peschke Francesca Schiavone | 6-1, 6-4      |

#### Final
| Lisa Raymond Samantha Stosur | derrotan a | Cara Black Rennae Stubbs | 3-6, 6-3, 6-3 |